# Masters of the Universe (Film, 2026)
Masters of the Universe ist ein kommender US-amerikanischer Superhelden- und Fantasy-Film, der auf dem gleichnamigen Franchise von Mattel basiert. Es handelt sich um die zweite Realverfilmung nach Masters of the Universe (1987). Nicholas Galitzine übernimmt die Rolle des Prinz Adam bzw. des He-Man und Jared Leto die des Skeletor. Der Film soll in den USA am 5. Juni 2026 in die Kinos kommen.

## Handlung
Prinz Adam stürzt als Kind auf der Erde ab und wird vom Zauberschwert seiner Vorfahren getrennt. Als junger Mann findet er das Schwert wieder, kehrt auf seinen Heimatplaneten Eternia zurück und nimmt die Rolle von He-Man an, um gegen Skeletor und seine finsteren Mächte zu kämpfen.

## Entstehung
Eine zweite Realverfilmung ist bereits seit mehreren Jahren geplant, u. a. unter dem Arbeitstitel Grayskull, wurde jedoch aufgrund diverser Wechsel der Regie, der Darsteller und der Drehbuchschreiber immer wieder verschoben, umgeschrieben oder verworfen.

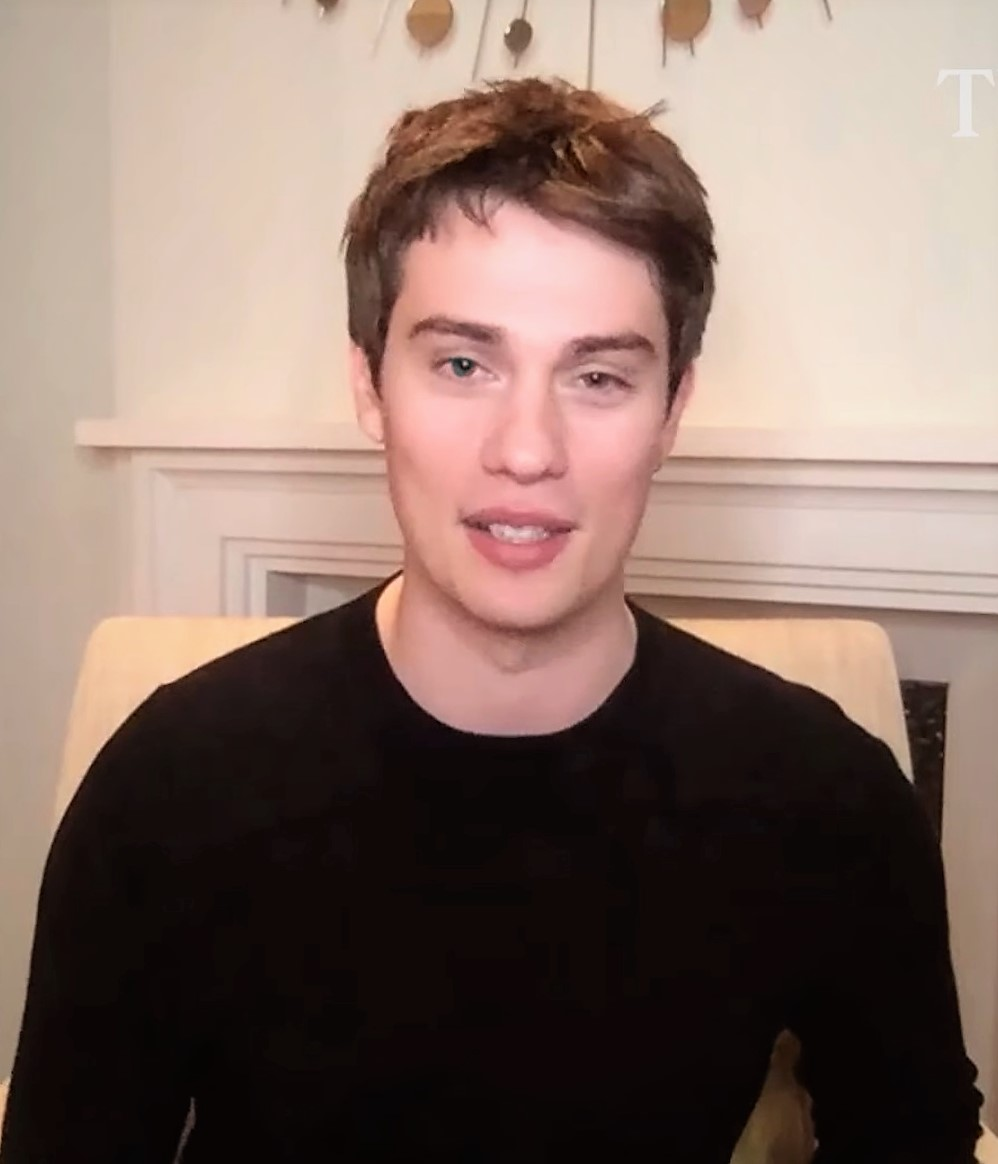
Nicholas Galitzine spielt die Rolle des He-Man

Im Mai 2019 verkündete Sony Pictures als Kinostart den 5. März 2021. Die Tochterfirma Columbia Pictures sollte die Produktion übernehmen, Regie führen sollten die Brüder Aaron und Adam Nee, das Drehbuch schrieben Art Marcum und Matt Holloway, die Hauptrolle als He-Man sollte Noah Centineo übernehmen. Nachdem jedoch Noah Centineo seinen Austritt aus dem Projekt erklärte, wurden diese Pläne verworfen.
Sony Pictures strich den Kinostart und übergab das Projekt an Netflix. Netflix schien das passende Studio für den neuen Film zu sein, da es zu jenem Zeitpunkt mit Revelation und He-Man and the Masters of the Universe (2021) bereits zwei Fernsehserien der Marke Masters of the Universe produzierte. Darsteller für die Rolle des He-Man sollte nun Kyle Allen werden. Die Regie sollten weiterhin die Nee-Brüder übernehmen, die gemeinsam mit Dave Callaham auch das Drehbuch verfassten. Doch auch Netflix brach das Vorhaben ab. Offenbar war das Budget des Projekts zu groß für Netflix. Anfangs soll es bei 200 Millionen US-Dollar gelegen haben. Danach sollte es auf 150 Millionen Dollar reduziert werden, was aber scheiterte. Berichten zufolge sollen bereits mehr als 30 Millionen Dollar ausgegeben worden sein.
Nach den beiden vergeblichen Versuchen einer Neuverfilmung durch Sony Pictures und Netflix soll nun 2026 der von Amazon MGM Studios produzierte Film ins Kino kommen, noch bevor er auf Amazons Streaming-Plattform Prime Video verfügbar sein wird. Am 23. Juli 2025 erschien der erste Teaser-Trailer.